# Llista de ciutats de Luxemburg

Ciutats del Gran Ducat de Luxemburg destacades sobre les altres comunas del país

Hi ha dotze ciutats a Luxemburg, segons es defineix en els estatuts. Tot i la condició de ciutats, no constitueixen  àrees urbanes com a tal. Són similars a les  comunes, però amb estatut jurídic més gran. Hi ha una diferència tècnica entre els estatuts de comuna i ciutat, però això es limita a la pràctica. Una diferència és que els   échevins  de les ciutats són formalment nomenats pel  Gran Duc, mentre que els  échevins  de les comunes normals són formalment nomenats pel  Ministre de l'Interior.

## Història
Històricament, la condició de ciutat estava condicionada a la possessió d'una carta de ciutat, però els drets de ciutat estan ara regulats en els estatuts. En l'era moderna, la condició de ciutat va ser regulada per primera vegada el 24 de febrer de 1843, quan set de les vuit ciutats que prèviament posseïen cartes de ciutat van ser reinstaurades com a ciutats. Aquestes ciutats van ser (per l'ordre donada en el decret): la  Ciutat de Luxemburg, Diekirch, Grevenmacher, Echternach, Wiltz, Vianden i Remich. (Clervaux va ser la que no ho va fer).
Durant 60 anys, cap altra ciutat va ser afegida, però el creixement demogràfic de finals del segle xix va fer impossible no introduir canvis. Per tant, el 29 de maig de 1906, Esch-sur-Alzette va ser proclamada ciutat;. I seguint l'exemple de Esch, les comunes de Differdange, Dudelange, Ettelbruck i Rumelange van ser proclamades ciutat el 4 d'agost de 1907. A una zona de la (avui extinta) comuna de Hollerich li va ser atorgat el títol de ciutat el 7 d'abril de 1914, sota el nom de Hollerich-Bonnevoie; condició de ciutat que es va perdre quan Hollerich es va fusionar amb la ciutat de Luxemburg el 26 de març de 1920.
L'últim canvi en els estatuts de les ciutats de Luxemburg va ser la  Loi communale du 13 décembre 1988 . En l'ordre que s'indica en la legislació (és a dir, per ordre alfabètic, excepte la Ciutat de Luxemburg col·locada en primer lloc), les dotze comunes amb la condició de ciutat són: la ciutat de Luxemburg, Diekirch, Differdange, Dudelange, Echternach, Esch-sur-Alzette, Ettelbruck, Grevenmacher, Remich, Rumelange, Vianden, i Wiltz.

## Llista de ciutats
|  | Nom Nom en luxemburguès        | Cantó            | Districte    | Àrea (km²) | Població (2005) | Data de declaració com a ciutat |
|  | ------------------------------ | ---------------- | ------------ | ---------- | --------------- | ------------------------------- |
|  | Diekirch Dikrech               | Diekirch         | Diekirch     | 12,42      | 6165            | 24 de febrer de 1843            |
|  | Differdange Déifferdeng        | Esch-sur-Alzette | Luxemburg    | 22,18      | 19005           | 4 d'agost de 1907               |
|  | Dudelange Diddeleng            | Esch-sur-Alzette | Luxemburg    | 21,38      | 17618           | 4 d'agost de 1907               |
|  | Echternach Iechternach         | Echternach       | Grevenmacher | 20,49      | 4507            | 24 de febrer de 1843            |
|  | Esch-sur-Alzette Esch-Uelzecht | Esch-sur-Alzette | Luxemburg    | 14,35      | 28000           | 29 de maig de 1906              |
|  | Ettelbruck Ettelbréck          | Diekirch         | Diekirch     | 15,18      | 7364            | 4 d'agost de 1907               |
|  | Grevenmacher Gréiwemaacher     | Grevenmacher     | Grevenmacher | 16,48      | 3966            | 24 de febrer de 1843            |
|  | Luxemburg (ciutat) Lëtzebuerg  | Luxemburg        | Luxemburg    | 51,46      | 75000           | 24 de febrer de 1843            |
|  | Remich Réimech                 | Remich           | Grevenmacher | 5,29       | 2986            | 24 de febrer de 1843            |
|  | Rumelange Rëmeleng             | Esch-sur-Alzette | Luxemburg    | 6,83       | 4495            | 4 d'agost de 1907               |
|  | Vianden Veianen                | Vianden          | Diekirch     | 9,67       | 1561            | 24 de febrer de 1843            |
|  | Wiltz Wolz                     | Wiltz            | Diekirch     | 19,37      | 4587            | 24 de febrer de 1843            |

## Vegeu tamabé
- Llista de viles de Luxemburg